# 門真市立第一中学校
門真市立第一中学校（かどましりつ だいいちちゅうがっこう）は、かつて大阪府門真市にあった公立中学校。

## 沿革
学制改革により、当時の北河内郡門真町・四宮村・二島村・大和田村・庭窪村の5町村学校組合立で1947年に設置された「学校組合立澱南中学校」を学校の源流としている。現在の守口市立庭窪中学校とは起源を同じくしている。
澱南中学校は門真町立小学校（現・門真市立門真小学校）内に本校を置き、庭窪村立小学校（現・守口市立庭窪小学校）・大和田村立小学校（現・門真市立大和田小学校）の2ヶ所に分教場を置いていた。
翌1948年に学校組合は解散し、澱南中学校は門真町立中学校（のち門真町立門真中学校）、四宮村立中学校（のち門真町立四宮中学校）、大和田村二島村学校組合立二和中学校（のち門真町立二和中学校）、庭窪町立中学校（現在の守口市立庭窪中学校）の4校に分離した。
四宮村・大和田村・二島村は1956年に門真町に編入合併され、澱南中学校の後身4校のうちの3校は門真町立となった。2年後の1958年に門真町内の3校が合併し、門真町全域を校区とする門真町立中学校となった。
その後生徒数増加のため、1963年4月に門真町立第二中学校（現在の門真市立第二中学校）を分離し、これに伴い門真町立第一中学校と改称している。また第二中学校の分離後、第三中学校・第六中学校を分離している。
2012年に門真市立第六中学校と統合し、門真市中町（旧門真市立中央小学校跡地および隣接地）に門真市立門真はすはな中学校が設置された。

### 年表
- 1947年4月1日 - 学校組合立澱南中学校が発足。
- 1948年9月1日 - 学校組合を解散。

門真町立中学校、四宮村立中学校、大和田村二島村学校組合立二和中学校、庭窪町立中学校（現在の守口市立庭窪中学校）の4校に分離。
- 1949年5月2日 - 教室を新築落成。この日を創立記念日とする。
- 1956年9月30日 - 四宮村・大和田村・二島村が門真町に編入合併。

門真町立中学校を「門真町立門真中学校」、従来の四宮村立中学校を「門真町立四宮中学校」、従来の大和田村二島村学校組合立二和中学校を「門真町立二和中学校」と校名変更。
- 1958年4月1日 - 門真中学校・四宮中学校・二和中学校の3校統合、門真町立中学校となる。
- 1960年1月30日 - 学校給食の管理優秀として、大阪府学校給食会から表彰。
- 1963年4月1日 - 生徒数増加のため、門真町立第二中学校を分離。同時に門真町立第一中学校と校名変更。
- 1963年8月1日 - 門真市の市制施行により、門真市立第一中学校と改称。
- 1968年4月1日 - 生徒数増加のため、門真市立第三中学校を分離。
- 1977年5月25日 - 分校を設置。1年生を収容。
- 1978年4月1日 - 分校が門真市立第六中学校として分離。
- 1994年4月1日 - 門真市教育委員会より、情報教育研究校に指定される（1995年度まで）。
- 1994年4月1日 - 門真市福祉教育協力校に指定される（1996年度まで）。

## 通学区域
- 門真市立古川橋小学校の通学区域全域。
- 門真市立浜町中央小学校の通学区域の大半。

門真市 御堂町、常称寺町、宮野町、朝日町、幸福町、大倉町、垣内町、石原町。

## 交通
- 京阪本線 古川橋駅 北へ約100m。